# Carla Romanelli
Carla Romanelli (* 23. August 1949 in Arezzo) ist eine italienische Schauspielerin.

## Leben

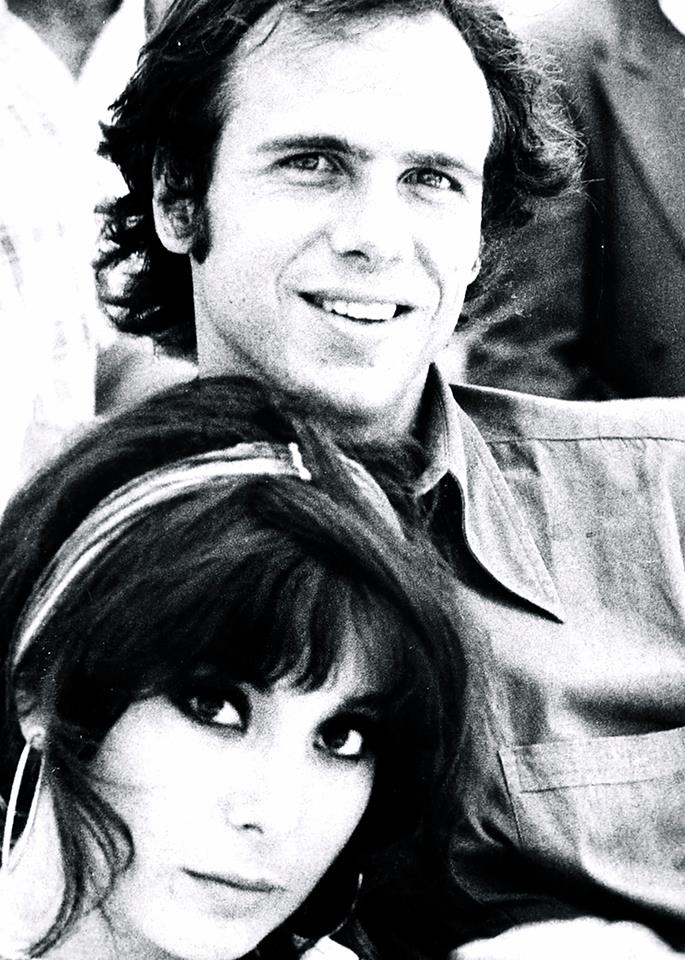
John Crowther und Carla Romanelli, als Ehemann und Ehefrau

Carla Romanelli begann ohne Schauspielausbildung Ende der 1960er Jahre mit einigen Nacktrollen in Erotikfilmen (Lesbos – Hohe Schule der Liebe, 1969) und Erotikkomödien wie dem griechischen Film Erotas dihos synora, 1970. Ihre erste größere Rolle hatte Carla Romanelli 1972 in der Sexkomödie Una cavalla tutta nuda (Die nackte Stute), in der sie neben Don Backy, Renzo Montagnani, Pietro Torrisi und Barbara Bouchet als lüsterne Pampinea nackte Haut zeigte. Im Italowestern Der Mann mit der Kugelpeitsche spielte sie neben Chen Lee und Klaus Kinski.
1974 spielte sie die Maria neben Max von Sydow, Dominique Sanda und Pierre Clémenti in der Hermann-Hesse-Verfilmung Der Steppenwolf. Es war ihr erster künstlerisch relevanter Film, dem dann Titel wie die Sexkomödie Operation mißlungen – Patient lebt mit Ursula Andress und Duilio del Prete und ein winziger Auftritt in Casanova & Co. mit Tony Curtis folgten. Im Fernsehen folgte 1979 die weibliche Hauptrolle der Mercédès neben Jacques Weber im Vierteiler Der Graf von Monte Christo und 1980 ihre bekannteste Rolle als Gina, eine der Bettgespielinnen von Jean-Paul Belmondo in der Komödie Der Puppenspieler. Ihr letzter größerer Film war 1983 Karriere durch alle Betten mit Pia Zadora, der mit elf Nominierungen für die Goldene Himbeere und der Auszeichnung Schlechtester Film des Jahres zu den schlechtesten Filmen aller Zeiten gehört. Ein Jahr später zog sich Romanelli vom Filmgeschäft zurück.

## Filmografie (Auswahl)
- 1972: Una cavalla tutta nuda
- 1973: Der Mann mit der Kugelpeitsche (Il mio nome è Shangai Joe)
- 1974: Der Steppenwolf
- 1977: Casanova & Co.
- 1978: Covert Action – Rauschgift tötet leise
- 1979: Der Graf von Monte Christo
- 1980: Der Puppenspieler (Le guignolo)
- 1983: Karriere durch alle Betten
- 1983: Copkiller

## Bühnenrollen
- Le diavolerie, Alessandro Fersen (1968)
- Albero mio fiorito, Dacia Maraini (1968)
- Nonostante Gramsci, Adele Cambria (1969)
- La conversazione continuamente interrotta, Ennio Flaiano (Festival dei Due Mondi, 1972)
- Prometheusz, (1973)
- Rose caduche, Giovanni Verga (1979)
- King Kong Cert (Festival dei Due Mondi, 1979)
- Szemenszedett igazság, Müller Péter (1979)
- Drei Schwestern (Drama), Anton Pawlowitsch Tschechow (1980)
- La capannina, Edmo Fenoglio, (1984)
- Fiore di cactus, Barillet-Gredy (1993)
- Festival lungo un giorno lungo un anno, Arturo Annechino (1990)
- Bacco tabacco e Venere, Arturo Annechino, (1991)
- Frankie & Johnny in the Clair de Lune, Terrence McNally (1992)
- La Talanta, Pietro Aretino, (1992)
- L'ultima maschera, John Crowther, (Festival dei Due Mondi, 1993)
- Camere con crimini Bobrik-Clark, (Festival dei Due Mondi, 1995)
- The Last Yankee, Arthur Miller, (1994)
- Einstein, Willard Simms (1995)
- Griffin and Sabine, Nick Bantock (1996)
- Daliás idők, Toldi-trilógia (Recital), Arany János (költő) (Accademia d'Ungheria, Róma 2017)[4]

## Auszeichnungen (Auswahl)
- 1971: Premio „Alitalia“
- 1972: „Maja Internacionale“
- 1977: Premio „Orso d’Argento“
- 1998: Premio „Chimera d’Oro“
- 2011: Premio Internazionale Aerec „Donna di successo“